# Anagarypus
Anagarypus es un género de arácnido del orden Pseudoscorpionida de la familia Garypidae.

## Especies
Las especies de este género son:
- Anagarypus australianus Muchmore, 1982
- Anagarypus heatwolei Muchmore, 1982
- Anagarypus oceanusindicus Chamberlin, 1930